# 北上操車場
北上操車場（きたかみそうしゃじょう）は1978年から1986年まで東北本線の六原・北上間に存在した操車場である。六原駅から2.6キロメートル、北上駅から3.8キロメートル、東京駅起点から483.7キロメートルの岩手県北上市相去町字山田に位置した。日本最北のハンプヤードであった。

## 構内
構内は東北本線に沿って南北に伸び、長さ3.4キロメートルにわたった。最大幅は160メートル、面積は0.33平方キロメートルであった。南側から順に到着線6本・ハンプ1基・仕訳線群・出発線6本が直列に設けられていた。方向別仕訳線としては通常の仕訳線20本とD型矢羽根線2組12本の計32本が、駅別仕訳線としては通常の仕訳線4本とS型矢羽根線1組5本の計9本が設けられていた。そのほかに着発線4本、解結線8本などを有した。操車場の処理能力は1日あたり貨車1,200両であった。
北上操車場は日本国有鉄道（国鉄）の操車場自動化システムであるYACS（ヤックス）が導入された自動化ヤードであった。転走貨車の速度制御や進路の形成だけでなく、分解表の作成、貨報の作成などの情報処理作業も自動化されており、総合自動化ヤードと呼ばれていた。国鉄終焉時、自動化ヤードは全国に6箇所、総合自動化ヤードは2箇所あった。北上操車場は5番目の自動化ヤード、武蔵野操車場に続く2番目の総合自動化ヤードとして誕生した。また、国鉄の自動化ヤードとして初めて、降雪に対する対策が施された。
北上操車場には、同時期に建設された周防富田駅（現在の新南陽駅）の自動化ヤードとともに、新しい設計思想に基づく低いハンプが設置された。すなわち、従来は、走行抵抗最大の貨車を仕訳線に送り込めるようにハンプの高さを決定し、走行抵抗が小さいためにハンプから転落されたときに過大な速度を得た貨車はカーリターダーで減速させることにしていた。一方、北上操車場では、方向別仕訳線にリニアモーターカーを設けて貨車を加速できるようにしたため、ハンプの高さは走行抵抗最小の貨車を方向別仕訳線に送り込める程度の2メートルとし、走行抵抗が大きい貨車は方向別仕訳線で加速することとした。なお、北上操車場のリニアモーターカーは仕訳線の除雪も行うことが出来た。

## 歴史
- 1972年（昭和47年）4月：着工[1]。
- 1978年（昭和53年）10月2日：開業[1]。
- 1986年（昭和61年）11月1日：信号場に降格、北上信号場となる。
- 1987年（昭和62年）1月：北上信号場廃止。

北上・盛岡両駅における東北新幹線乗り場は、貨物列車の組成機能を担っていた線群を潰して建設されることになった。そこで両駅の組成機能を肩代わりすること、さらに小牛田・一ノ関両駅における貨車中継作業を集約することを目的として北上操車場が建設された。操車場はYACSによる総合自動化ヤードとされ、結果としてYACSを最後に採用した操車場となった。
しかしながら、操車場は貨物列車の大幅な削減が実施された昭和53年10月2日ダイヤ改正とともに開業し、能力を十分に発揮しないまま、開業から10年を経ずして廃止された。203億円の建設費を投じたにもかかわらず、このような結末となったことは、国会で問題になった（参議院「日本国有鉄道改革に関する特別委員会」昭和61年11月13日）。
跡地は中小企業基盤整備機構の産業用地「オフィスアルカディア・北上（北上産業業務団地）」として分譲されている。
2008年10月、北上市にJR貨物駅の新設を目指す民間組織「きたかみ新貨物駅設置促進協議会」が組織され、周辺にトヨタグループの関東自動車工業岩手工場（金ケ崎町）があることから、部品輸送の効率化や物流機能の強化による産業集積を狙いに、新駅設置をJR貨物など関係先に働きかけている。
同協議会および岩手県は北上市周辺および秋田県横手市・湯沢市の企業に調査を行い、貨物駅が新設されれば43％の企業が利用するとの回答を得ている。具体的な場所は未定だが、新聞記事によると「六原 - 北上」間という構想が発表されている。

## 隣の駅
日本国有鉄道
東北本線
六原駅 - 北上操車場 - 北上駅